# Operation Francis Marion
Die 1. Brigade der 4. US-Infanteriedivision führte unter der offiziellen Bezeichnung Operation Francis Marion vom 5. April bis 12. Oktober 1967 eine Reihe von Search-and-Destroy-Aktivitäten in den Bergwäldern nahe der kambodschanischen Grenze durch und wurde in eine Reihe von fünf erbitterten Gefechten verwickelt, welche unter dem Namen „The Nine Days in May Border Battles“ bekannt wurden.
Die Mehrzahl der US-Soldaten, die an der Operation Francis Marion teilnahmen, waren sehr jung und Neuankömmlinge in Vietnam. Die Unerfahrenheit der Soldaten im Dschungelkrieg, führte zu Kritik am Kommandeur.
Die Operation wurde in dem extrem unzugänglichen Dschungelgebiet westlich von Pleiku und in der Provinz Kontum durchgeführt und umfasste acht größere militärische Einsätze gegen die Vietnamesische Volksarmee.
Ziel der 2.000 sich im Einsatz befindlichen US-Soldaten, darunter auch Soldaten des 2. und 3. Bataillons der 8. US-Infanteriedivision, des 1. Bataillons der 18. US-Infanteriedivision, des 3. Bataillons der 12. US-Infanteriedivision und der 173. US-Luftlandebrigade war es, das 32. und 66. NVA-Regiment daran zu hindern, sich aus dem Verfügungsraum bei Ia Drang herauszubewegen und weitere Bunkerstellungen im Norden anzulegen. Francis Marion war die Folgeoperation von Sam Houston und sollte die territorialen Ansprüche der US Army im Zentralen Hochland sichern und den Nachschub über den Ho-Chi-Minh-Pfad in die Kontum-Provinz unterbinden.
Die Einsätze brachte die 4. US-Infanteriedivision an die Grenze ihrer logistischen Kapazität, da es fast unmöglich war, die Bodentruppen im Regenwald aus der Luft angemessen zu versorgen. Die Bergwälder und die Vielzahl der Schluchten waren nahezu undurchdringlich und verlangsamten das Vorrücken der US-Bodentruppen entscheidend.
Es kam zu schweren Gefechten mit der 1. und 10. NVA-Division an der kambodschanischen Grenze. Nachdem sich die NVA wieder über die Grenze zurückgezogen hatte, wurden über 1.200 gefallene nordvietnamesische Soldaten gezählt. Drei US-Soldaten wurden am Ende der Kämpfe mit der Medal of Honor ausgezeichnet und die gesamte 1. Brigade erhielt eine sogenannte Presidential Unit Citation. Die 1. Brigade der 4. US-Infanteriedivision verlor 79 Soldaten und musste sich kurz nach Ende der Operation wieder aus den unzugänglichen Wäldern zurückziehen.
Die Kommandeure der Operation wurden später kritisiert, dass sie unerfahrene Rekruten den Härten des Dschungelkrieges unterwarfen und die Operation nicht, wie ursprünglich geplant, den Special Forces (Green Berets) überließen.
In der Folge der Operation zusammen mit der Operation Greeley kam es ab 3. November 1967 zur Schlacht bei Dak To (Operation MacArthur).